# La Grange, Texas
La Grange là một thành phố thuộc quận Fayette, tiểu bang Texas, Hoa Kỳ. Năm 2010, dân số của xã này là 4641 người.

## Dân số
- Dân số năm 2000: 4478 người.
- Dân số năm 2010: 4641 người.